# Marienkirchstraße 11 (Mönchengladbach)

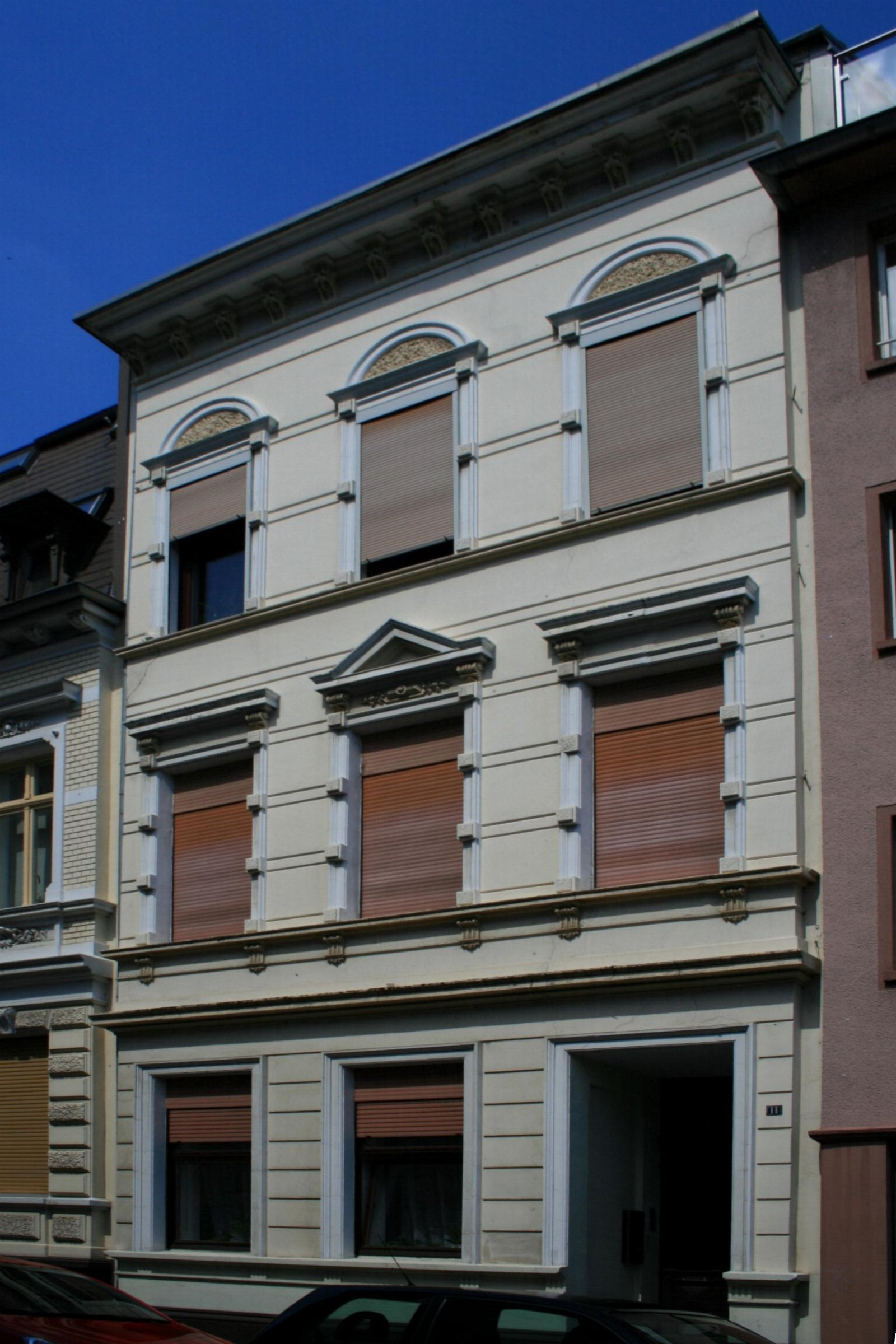
Wohnhaus (2010)

Das Wohnhaus Marienkirchstraße 11 steht im Stadtteil Eicken in Mönchengladbach (Nordrhein-Westfalen).
Das Gebäude wurde um die Jahrhundertwende erbaut. Es wurde unter Nr. M 0413 am 26. Januar 1989 in die Denkmalliste der Stadt Mönchengladbach eingetragen.

## Architektur
Die Marienkirchstraße liegt im Stadtteil Eicken. Bei dem Objekt handelt es sich um ein dreigeschossiges traufenständiges „Dreifensterhaus“ das als Miethaus vor der Jahrhundertwende errichtet wurde.